# Fishkill (hrabstwo Dutchess)
Fishkill – wieś w Stanach Zjednoczonych, w stanie Nowy Jork, w hrabstwie Dutchess.